# Liste der Naturdenkmale in Neunkirchen am Potzberg
Die Liste der Naturdenkmale in Neunkirchen am Potzberg nennt die im Gemeindegebiet von Neunkirchen am Potzberg ausgewiesenen Naturdenkmale (Stand 27. April 2024).

## Naturdenkmale
| Nr.         | Bezeichnung                  | Lage                                               | Beschreibung            | Bild                                    |
| ----------- | ---------------------------- | -------------------------------------------------- | ----------------------- | --------------------------------------- |
| ND-7336-385 | Eiche in der Bachwiese       | südwestlich des Ortes; Flur Auf der Bachwiese Lage | Quercus sp.             | Direkt Bild zu diesem Denkmal hochladen |
| ND-7336-388 | Baumanlage im alten Friedhof | Kirchbergstraße, bei Nr. 9 Lage                    | unter anderem Tilia sp. | Direkt Bild zu diesem Denkmal hochladen |